# San Agustín (Buenos Aires)
San Agustin é uma localidade do Partido de Balcarce na Província de Buenos Aires, na Argentina. Sua população estimada em 2001 era de 539 habitantes.